# Trichomaladera rufofusca
Trichomaladera rufofusca är en skalbaggsart som beskrevs av Shuhei Nomura och Kobayashi 1979. Trichomaladera rufofusca ingår i släktet Trichomaladera och familjen Melolonthidae. Inga underarter finns listade i Catalogue of Life.